# Полосы вторжения

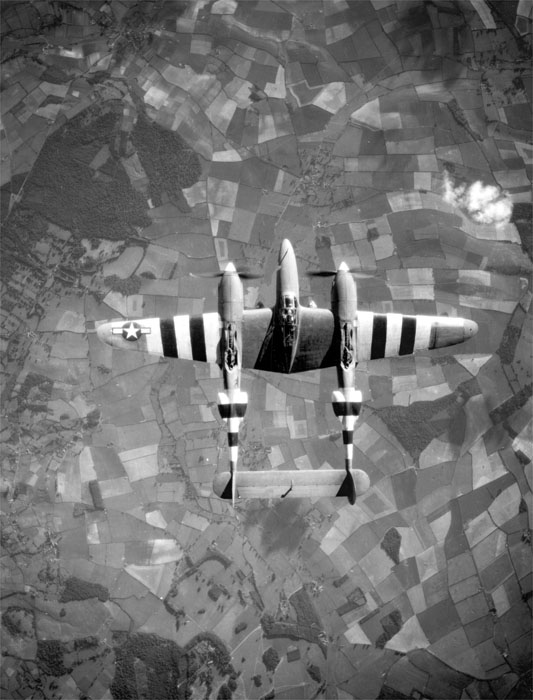
Американский тяжёлый истребитель P-38 «Лайтнинг» с нанесёнными «полосами вторжения» во время Нормандской операции 1944 года

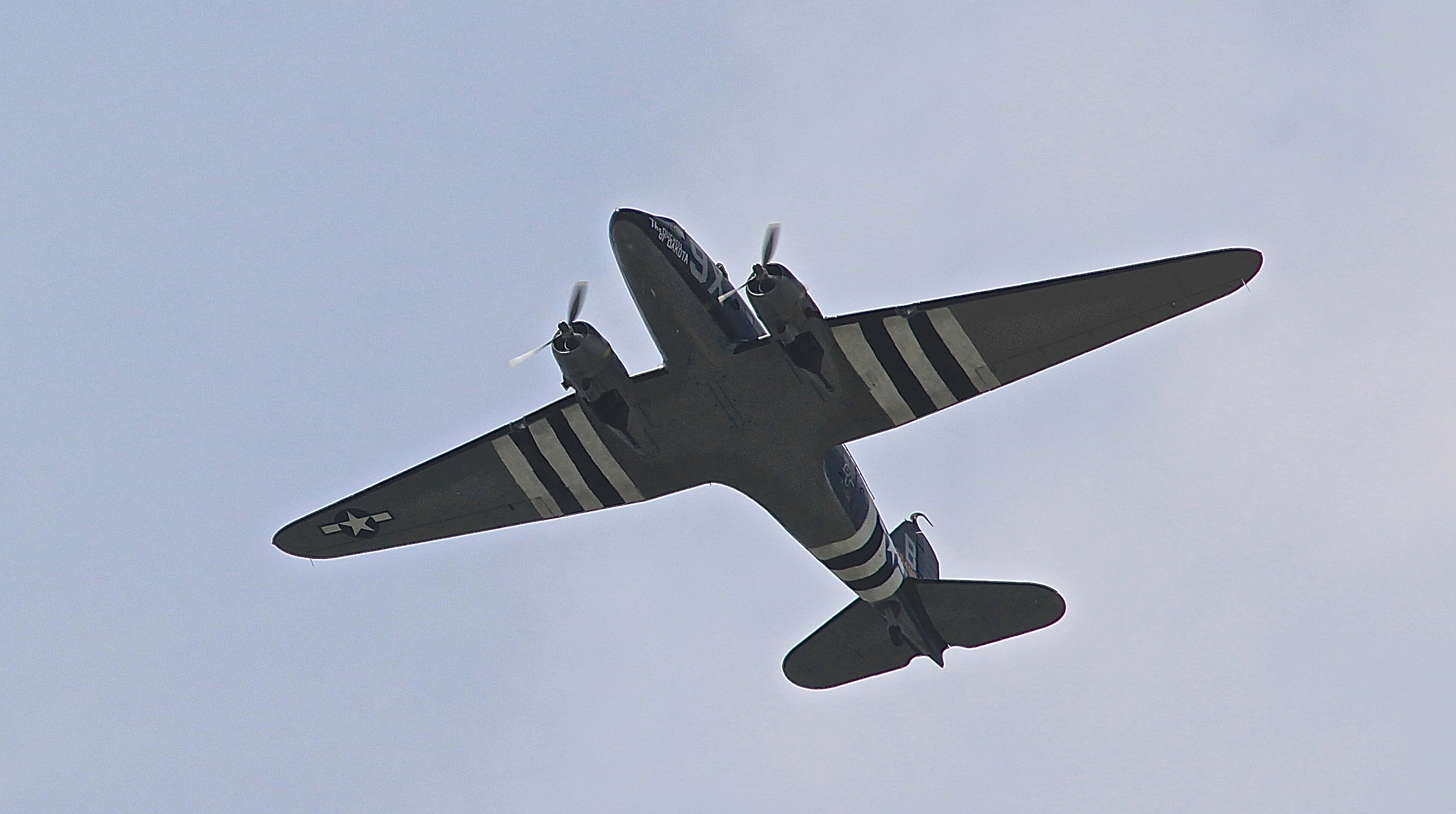
Дуглас C-47 «Дакота»

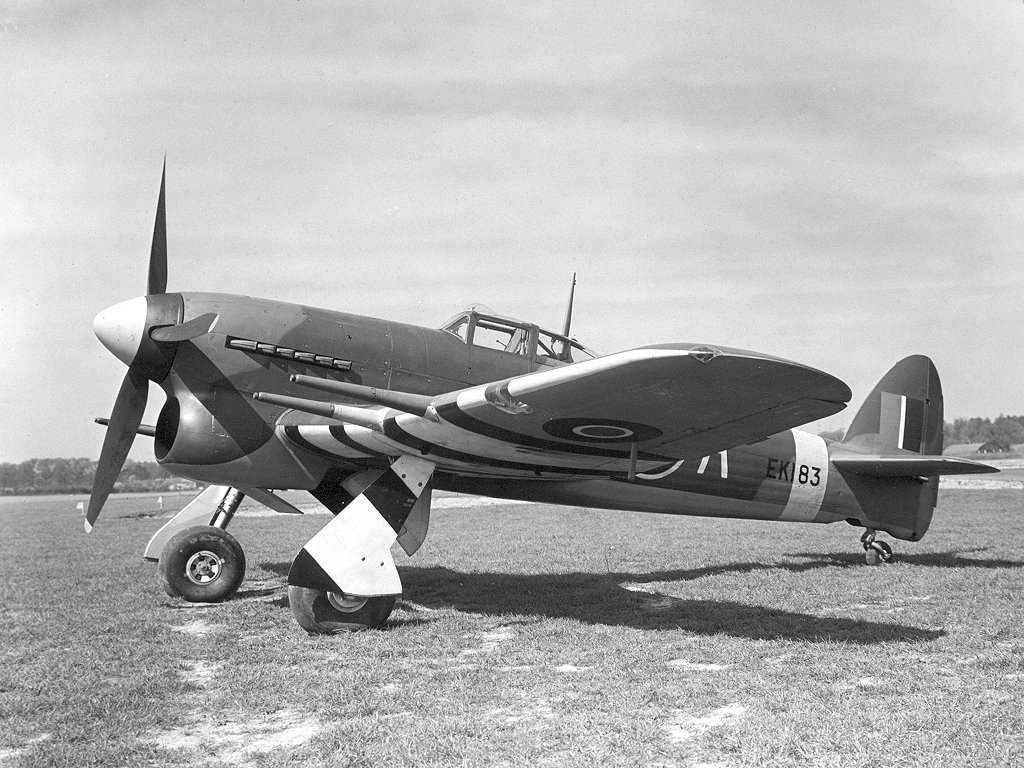
Британский истребитель Хоукер «Тайфун» с полосами опознавания на нижней поверхности крыльев, апрель 1943 года

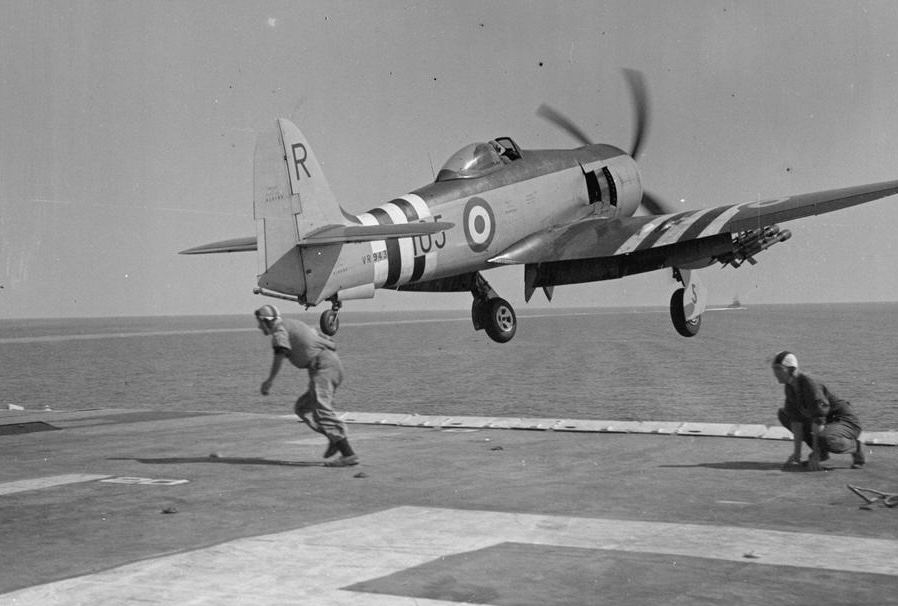
Взлёт британского истребителя Хоукер «Си Фьюри» с авианосца «Глори» в ходе Корейской войны, 1951 год

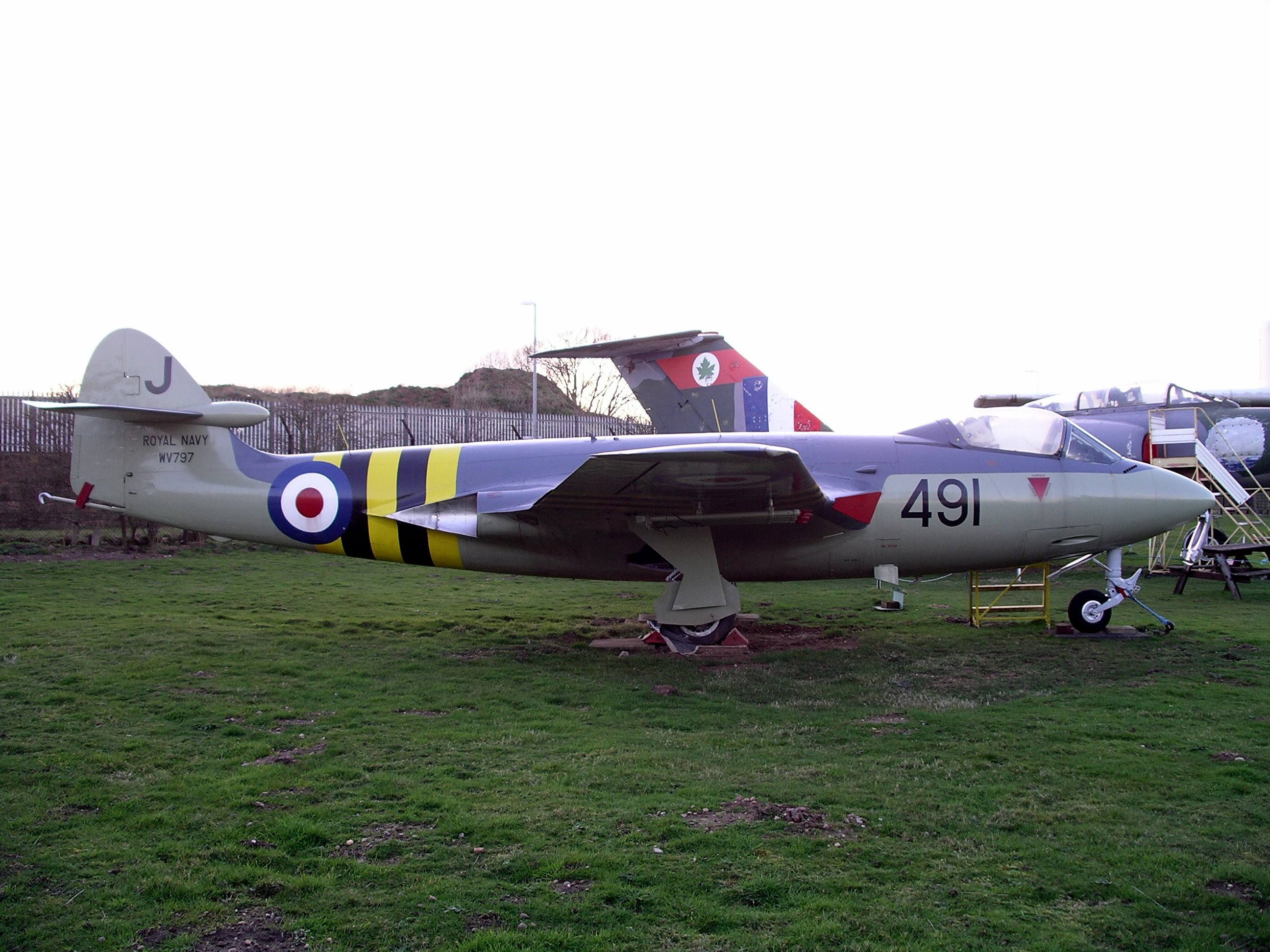
Хоукер «Си Хок» с чёрно-жёлтыми «полосами вторжения» времён Суэцкого конфликта 1956 года

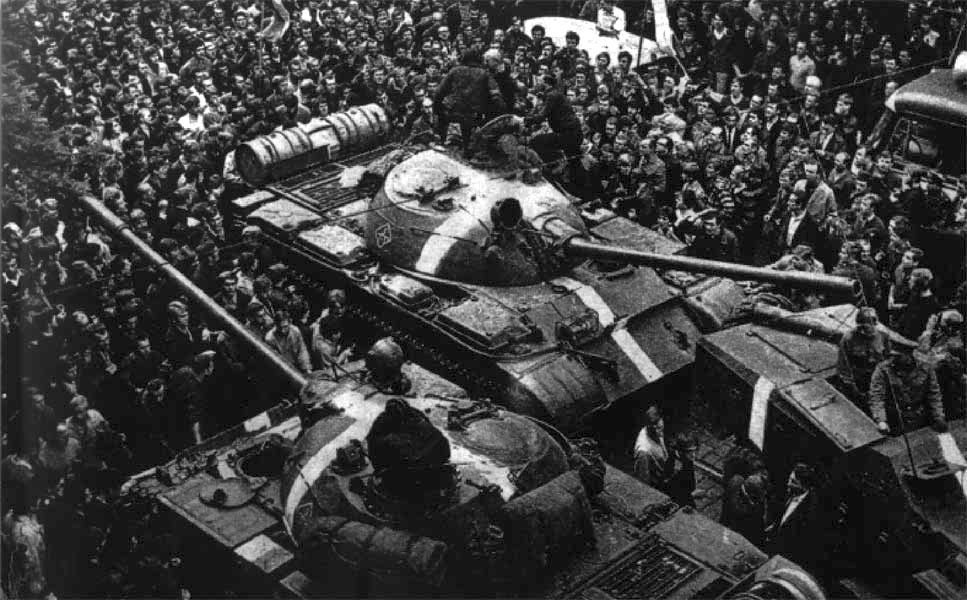
Советские танки Т-55 во время операции «Дунай», 1968 год

«Полосы вторжения» (англ. Invasion stripes) — элементы быстрой визуальной идентификации наземной и воздушной техники, используемые вооружёнными силами в военных конфликтах для снижения случаев её поражения собственными войсками. Наиболее активно применялись в ходе высадки союзных войск в Нормандии во время Второй мировой войны, когда определённые схематические расположения полос белого и чёрного цветов, преимущественно в авиации, и получили своё название.
Использование схемы попеременного сочетания трёх белых и двух чёрных полос, которые наносилось на верхнюю и нижнюю плоскости крыльев, а также на хвостовую часть фюзеляжа авиационной техники союзников, было одобрено объединённым командованием союзными ВВС в Северо-Западной Европе 17 мая 1944 года. Тогда же несколько самолётов с «полосами вторжения» совершили пролёт над флотом союзников, чтобы ознакомить наземные и морские войска с новой схемой распознавания. Полосы наносились на все истребители союзников, самолёты фоторазведки, транспортники, двухдвигательные лёгкие и средние бомбардировщики, а также самолёты специального назначения. При этом они не использовались на американских четырёхдвигательных тяжёлых бомбардировщиках, поскольку самолётов схожего класса у Люфтваффе практически не было. Для предотвращения возможных инцидентов обнаружения самолётов при базировании их на территории Франции в течение месяцa после «Дня Д» было приказано удалить полосы с верхних плоскостей. Полностью «полосы вторжения» были удалены с самолётов к концу 1944 года.
В настоящее время полосы быстрой визуальной идентификации используются различными вооружёнными формированиями для отличия своей военной техники (авиации, бронетехники) от аналогичной у противника. Как правило, их наносят в виде одной или нескольких полос белой или иной краски на те или иные заметные элементы техники и часто именуют «полосами вторжения», хотя они и не совсем соответствует аутентичной чёрно-белой схеме.

## Описание
Изначально «полосы вторжения» наносились на верхнюю и нижнюю плоскости консолей крыла, а также на фюзеляж самолётов в виде чёрно-белых полос. На однодвигательных самолётах они представляли собой три белые и две чёрные полосы шириной 46 см, отстоящие от опознавательного знака ВВС на 15 сантиметров в сторону фюзеляжа. Такие же полосы наносились и на хвостовую часть фюзеляжа самолёта с отступом в 46 см от передней кромки киля. На двухдвигательных самолётах ширина полос составляла 61 см.

## Использование

### Хоукер «Тайфун» и «Темпест»
Впервые такие знаки быстрой визуальной идентификации стали применяться англичанами во время Второй мировой войны. Необходимость их использования была вызвана тем, что британские истребители Хоукер «Тайфун» и Хоукер «Темпест» имели внешние очертания, схожие с немецкими Фокке-Вульф FW-190. Чтобы отличить свои самолёты от вражеских во время воздушных боёв, британцы стали наносить на них чёрно-белые полосы.
Приказ о нанесении чередующихся чёрно-белых полос на самолёты был отдан 5 декабря 1942 года. Согласно ему, на нижнюю поверхность крыльев всех «Тайфунов» и «Темпестов» наносили по четыре чёрные полосы шириной 30 сантиметров и по три белые полосы шириной 61 сантиметр. С 1943 года к стандартной цветовой схеме была добавлена жёлтая полоса шириной 46 сантиметров, которая шла от пушки со стороны фюзеляжа по верхней плоскости каждой из консолей крыла.

### Операция Starkey
Осенью 1943 года «полосы вторжения» использовались авиацией Великобритании, Канады и США во время бомбардировок немецких позиций во французской Булони. На нижнюю и верхнюю поверхности крыльев наносились чёрно-белые полосы. Самая широкая полоса начиналась у законцовки крыла и заканчивалась у пятой нервюры. Ширина узких белых и чёрных полос для одномоторных самолётов составляла 46 см, а для двухдвигательных — 61 см.

### Fw-190D эскадрильи Jagdverband 44
В марте 1945 года в Люфтваффе была сформирована элитная истребительная часть Jagdverband 44, вооружённая реактивными истребителями Me.262 и поршневыми истребителями Fw-190D. «Фокке-Вульфы» должны были прикрывать реактивные истребители во время взлётов и посадок, когда последние были наиболее уязвимы и практически лишены возможности обороняться. Для истребителей Fw-190D были разработаны особые знаки быстрой идентификации. Нижняя часть самолёта была полностью окрашена в красный цвет, поверх которого были нанесены узкие белые полосы.

### Корейская война
После Второй мировой войны «полосы вторжения» в 1950 году были вновь использованы на самолётах ВВС США и Великобритании во время Корейской войны. В частности, визуально броская символика была применена на истребителях F-86 «Сейбр» 4-го истребительного авиакрыла, которая могла позволить «Сейбру» выделиться от сходного по силуэту МиГ-15. На технику наносились оранжево-жёлтые полосы-«повязки» с чёрной окантовкой. «Повязки» имелись на каждой плоскости крыла и вокруг средней части фюзеляжа. Законцовки киля красились жёлтым цветом. Полоса на фюзеляже имела ширину 71 см, на плоскостях крыла — 91 см, ширина чёрной каймы — везде 10 см. Позже кили истребителей стали раскрашивать чёрными шахматными клетками.

### Суэцкий кризис
«Полосы вторжения» как знаки быстрого распознавания наносились на самолёты Воздушных сил флота Великобритании, ВВС Франции и Израиля в период боевых действий Суэцкого кризиса 1956 года. Идея использования подобных знаков отличия базировалась на аналогичном опыте Второй мировой войны, когда союзники ввели чёрно-белые полосы на крыльях и фюзеляже своих самолётов во время высадки в Нормандии.
В период Суэцкого кризиса полосы вторжения были жёлто-чёрные (3 жёлтые и 2 чёрные) и наносились на крылья и фюзеляж. На английские и французские самолёты были нанесены 31 октября и 1 ноября 1956 года, а на израильские - 1-2 ноября. Схема нанесения, тем не менее, различалась.

### Ввод войск в Чехословакию
Белые полосы распознавания наносились на союзную технику во время ввода войск в Чехословакию в 1968 году. Так как все страны Варшавского договора имели одинаковое вооружение, то войска Чехословакии необходимо было быстро распознавать. Поэтому на всю технику, участвовавшую в операции «Дунай», были нанесены продольные (также делались «поперёк») белые полосы. Вся боевая техника советского и союзного производства без белых полос подлежала «нейтрализации», желательно без стрельбы.
Использовать маркировку для опознания своих танков с воздуха Вооружённые силы СССР начали ещё со времён гражданской войны, военных манёвров 1930-х годов и во время присоединения Прибалтики к СССР в 1940 году. Во время Великой Отечественной войны использовались белые полосы, нанесённые вдоль центральной части танковой башни, вдоль её оси, белые кресты, нанесённые на верх башни. Такие полосы продолжали использоваться на разных фронтах с небольшими вариациями до конца войны. Некоторые части использовали идентификационные знаки для наземных частей. Как правило, это были полосы по бокам башни или на корпусе. Обычно они были белого цвета. Также «элементы быстрой идентификации» применялись некоторыми авиаотрядами Белого движения во время Гражданской войны.
Немцы для идентификации трофейных Т-34(r) рисовали на крыше башни свастику.

### Российско-украинская война

#### Война на Донбассе (2014 — 2022)

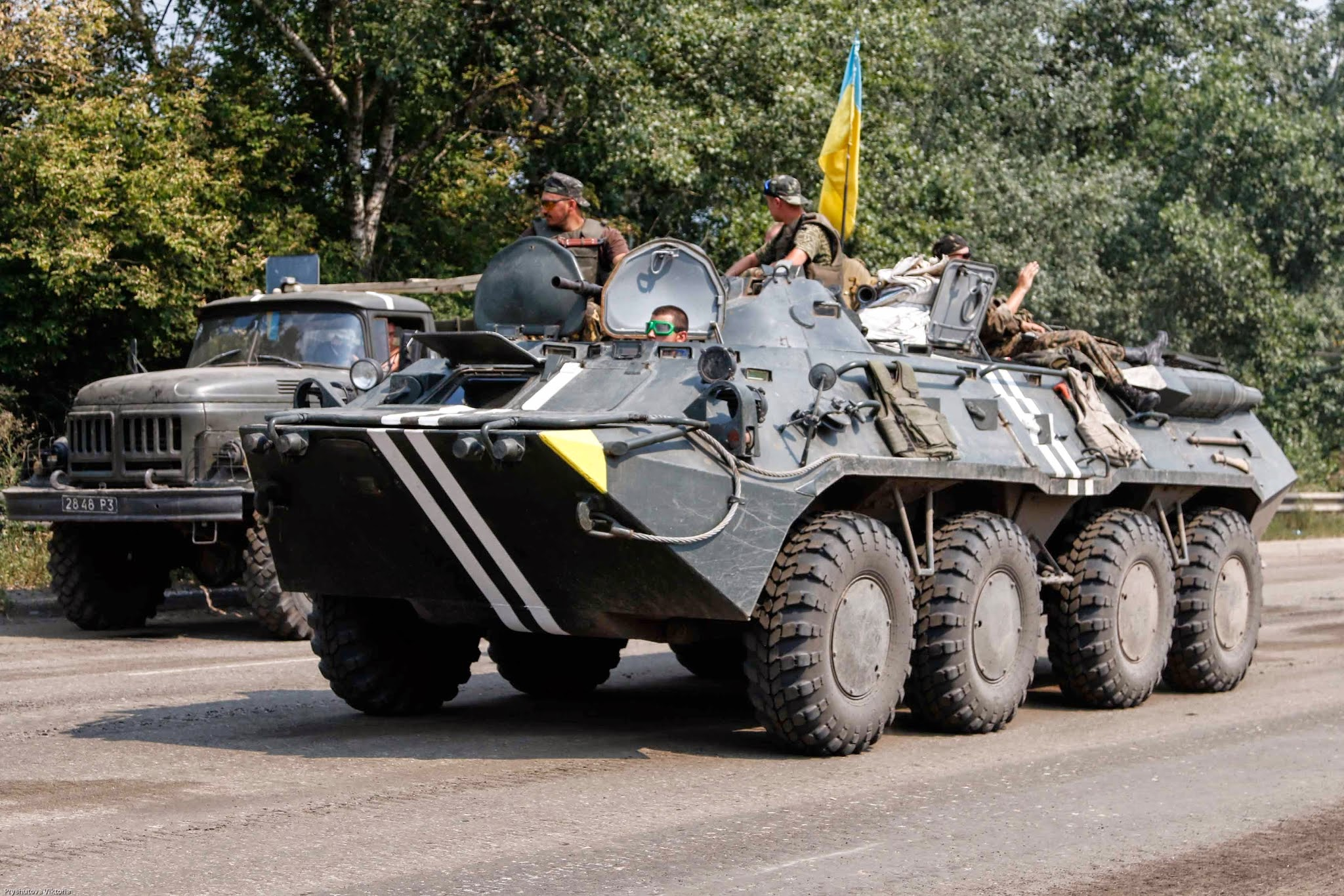
Украинский БТР-80 с белыми «полосами вторжения» во время конфликта в Донбассе, 2014 год

С началом конфликта в Донбассе Вооружённые силы Украины активно используют «полосы вторжения» на технике, участвующей в боевых столкновениях с силами ДНР и ЛНР. Это связано с тем, что в распоряжении последних имеется значительное количество военной техники, практически идентичной той, что используют ВСУ. 
2 апреля 2014 года на украинском военном полигоне в Черниговской области впервые была продемонстрирована авиационная техника (Ми-24П и Ми-8МТВ Армейской авиации ВСУ) с нанесёнными на неё белыми «полосами вторжения». На технике, предположительно переданой Россией сепаратистам, так же наносилась специальная отличительная маркировка в виде белых кругов. 

#### Вторжение России на Украину (с 2022 года)
Во время вторжения, на российскую технику белой краской наносилась различные отличительные символы. Эти символы варьируются от букв  («Z», «V», «O» и другие) до геометрических фигур и даже их комбинаций. Фактически на корпусах боевых машин, как спереди, так и сбоку, было замечено более десяти различных комбинаций.
Во время вторжения Украины в Россию в 2024 году на технике ВСУ использовались символы белого треугольника.